# Ignaucourt
Ignaucourt és un municipi francès situat al departament del Somme i a la regió dels Alts de França. L'any 2007 tenia 75 habitants.

## Demografia

### Població

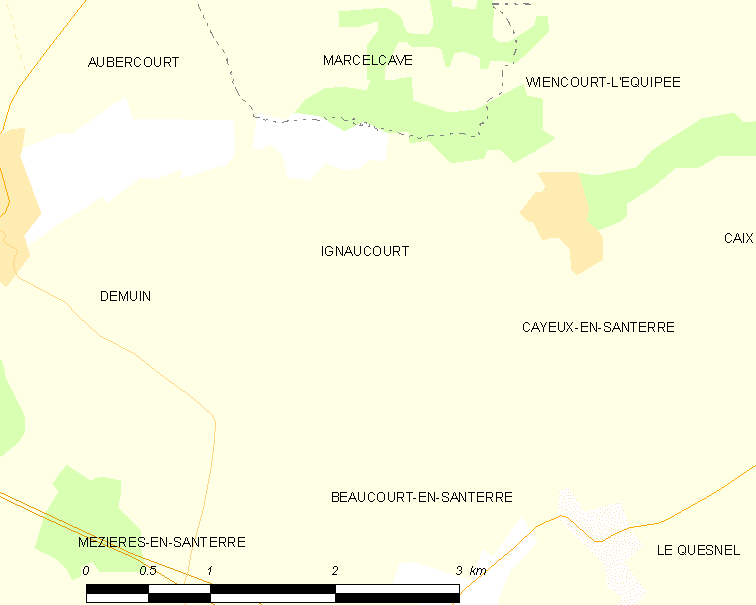

El 2007 la població de fet d'Ignaucourt era de 75 persones. Hi havia 27 famílies de les quals 4 eren unipersonals (4 homes vivint sols), 8 parelles sense fills i 15 parelles amb fills.
La població ha evolucionat segons el següent gràfic:
Habitants censats

### Habitatges

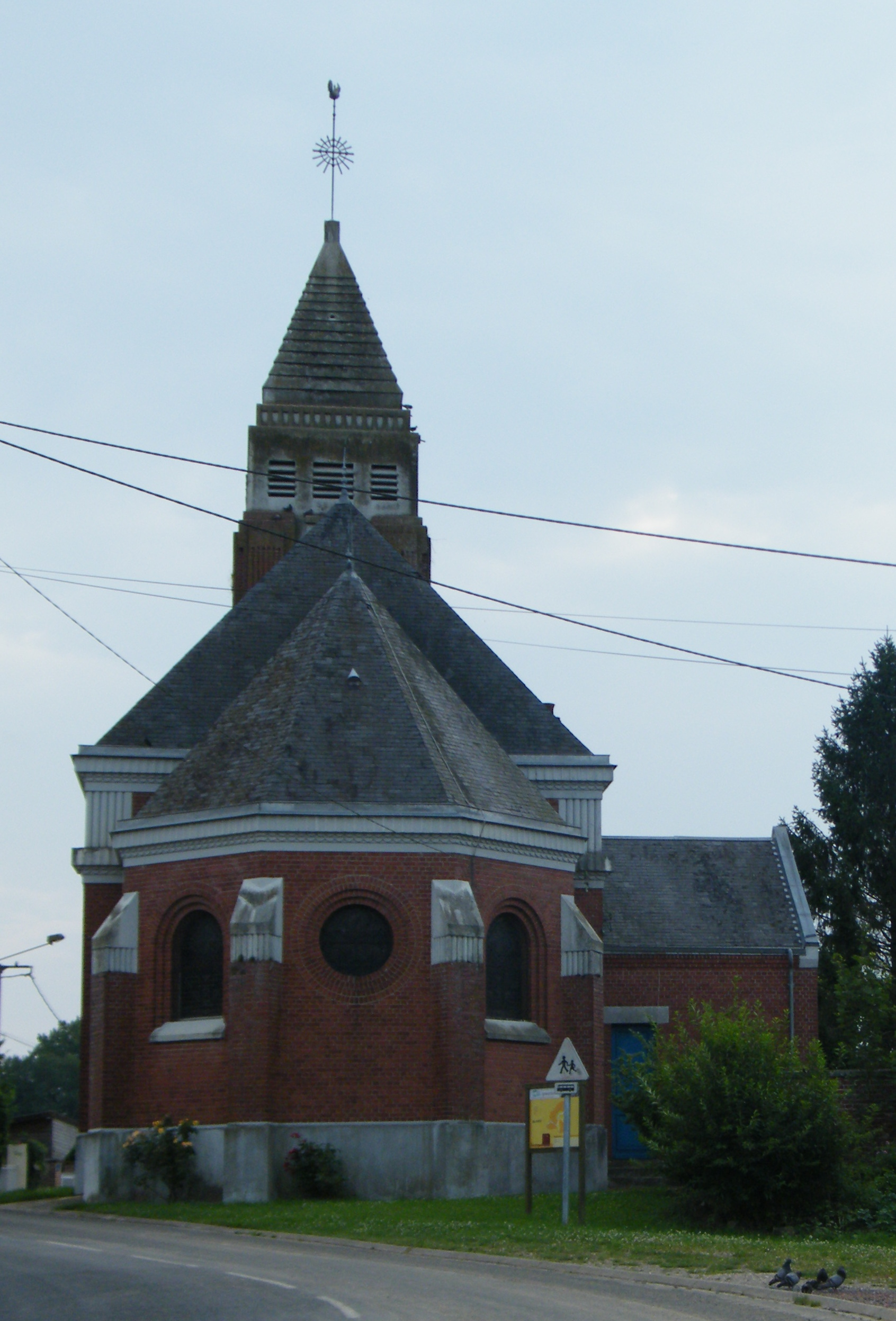

El 2007 hi havia 35 habitatges, 28 eren l'habitatge principal de la família, 2 eren segones residències i 5 estaven desocupats. Tots els 35 habitatges eren cases. Dels 28 habitatges principals, 25 estaven ocupats pels seus propietaris, 2 estaven llogats i ocupats pels llogaters i 1 estava cedit a títol gratuït; 2 tenien dues cambres, 2 en tenien tres, 7 en tenien quatre i 18 en tenien cinc o més. 18 habitatges disposaven pel capbaix d'una plaça de pàrquing. A 9 habitatges hi havia un automòbil i a 17 n'hi havia dos o més.

### Piràmide de població
La piràmide de població per edats i sexe el 2009 era:
| Homes | Edats   | Dones |
| ----- | ------- | ----- |
| 0     | 95 o +  | 0     |
| 0     | 90 a 94 | 8     |
| 0     | 85 a 89 | 0     |
| 0     | 80 a 84 | 4     |
| 0     | 75 a 79 | 0     |
| 0     | 70 a 74 | 0     |
| 0     | 65 a 69 | 0     |
| 0     | 60 a 64 | 0     |
| 0     | 55 a 59 | 0     |
| 0     | 50 a 54 | 0     |
| 4     | 45 a 49 | 0     |
| 4     | 40 a 44 | 0     |
| 4     | 35 a 39 | 4     |
| 4     | 30 a 34 | 4     |
| 0     | 25 a 29 | 4     |
| 0     | 20 a 24 | 0     |
| 0     | 15 a 19 | 8     |
| 0     | 10 a 14 | 4     |
| 4     | 5 a 9   | 4     |
| 4     | 0 a 4   | 4     |

## Economia

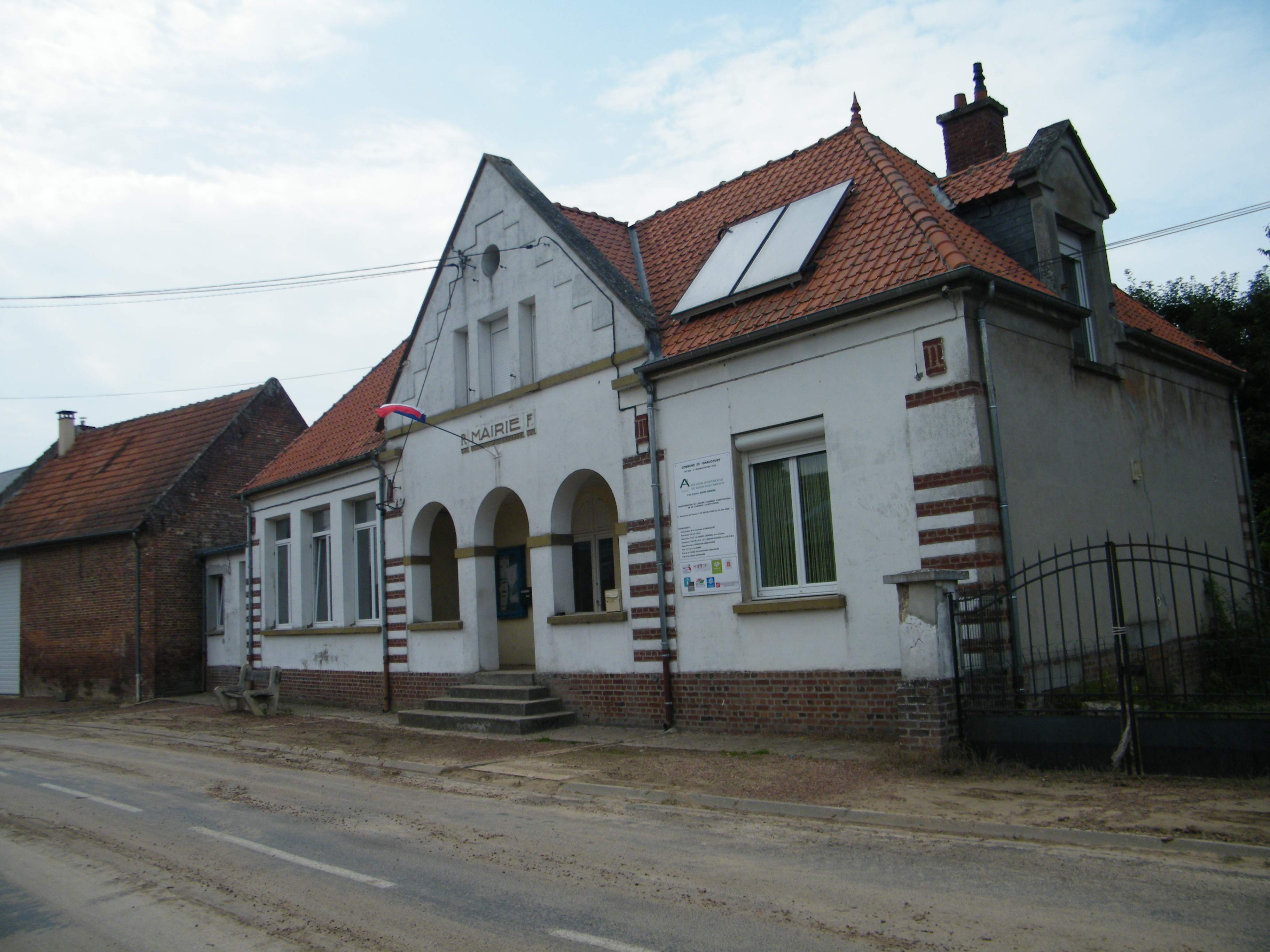

El 2007 la població en edat de treballar era de 48 persones, 40 eren actives i 8 eren inactives. De les 40 persones actives 38 estaven ocupades (21 homes i 17 dones) i 2 estaven aturades (2 homes). De les 8 persones inactives 1 estava jubilada, 3 estaven estudiant i 4 estaven classificades com a «altres inactius».

## Poblacions més properes
El següent diagrama mostra les poblacions més properes.